# Ranomi Kromowidjojo
Ranomi Kromowidjojo (Sauwerd, 20 augustus 1990) is een Nederlandse voormalig professioneel zwemster. Zij is drievoudig olympisch kampioene, meervoudig Europees kampioene en meervoudig wereldkampioene. Kromowidjojo werd in 2012 olympisch kampioene op zowel de 50 als de 100 meter vrije slag. In 2018 werd zij wereldkampioen op de 50 meter vlinderslag. 

## Afkomst en jeugd
Kromowidjojo werd in 1990 geboren in Sauwerd als dochter van een Surinaams-Javaanse vader en een Nederlandse moeder. Zij kwam door haar oudere broer als vierjarige in aanraking met het wedstrijdzwemmen bij de zwemvereniging Ducdalf in Bedum. Later stapte zij over naar de zwemvereniging TriVia in Groningen. Vanaf 1 juni 2008 kwam zij uit voor PSV in Eindhoven.

### Naam
Haar achternaam Kromowidjojo is een veelvoorkomende naam in het Javaans, met elementen geleend uit het Sanskriet. Het is een samenstelling van kromo + widjojo. Kromo is in het Sanskriet krama (क्रम) en betekent iets in de trant van "op volgorde." Het woord 'Widjojo' komt van het Sanskriet woord vijaya (विजय), hetgeen  vertaald kan worden als "overwinning" of "uitmuntendheid." De samengestelde naam Kromowidjojo betekent iets dergelijks als: "opeenvolgende overwinning" of "achtereenvolgende uitmuntendheid". In populair taalgebruik wordt de naam vaak afgekort tot Kromo. Haar voornaam is door haar ouders samengesteld uit willekeurige lettergrepen.

## Carrière
Op haar tiende zwom zij haar eerste Nederlandse record, een leeftijdsrecord op de 50 meter vrije slag. In 2005 maakte zij haar internationale seniorendebuut op de Europese kampioenschappen kortebaan in Triëst. Zij zwom toen onder leiding van trainer Jeanet Mulder en bondscoach Marcel Wouda bij de Nederlandse jeugdkernploeg.
Dat jaar zwom zij ook op de Europese kampioenschappen voor de jeugd in Boedapest en op de Europese kampioenschappen kortebaan voor senioren. Zij zwom daar de 50 meter vrije slag, de 100 meter vrije slag individueel en de 100 meter vrije slag in de estafetteploeg die het goud zou behalen.
In 2006 debuteerde zij op de Europese kampioenschappen lange baan. Daar won zij samen met Chantal Groot, Inge Dekker en Marleen Veldhuis het zilver op de 4×100 meter vrije slag. In 2007 deed zij te Melbourne voor het eerst mee aan de wereldkampioenschappen. Daar won zij het brons op de 4×100 meter vrije slag, samen met Inge Dekker, Femke Heemskerk en Marleen Veldhuis.

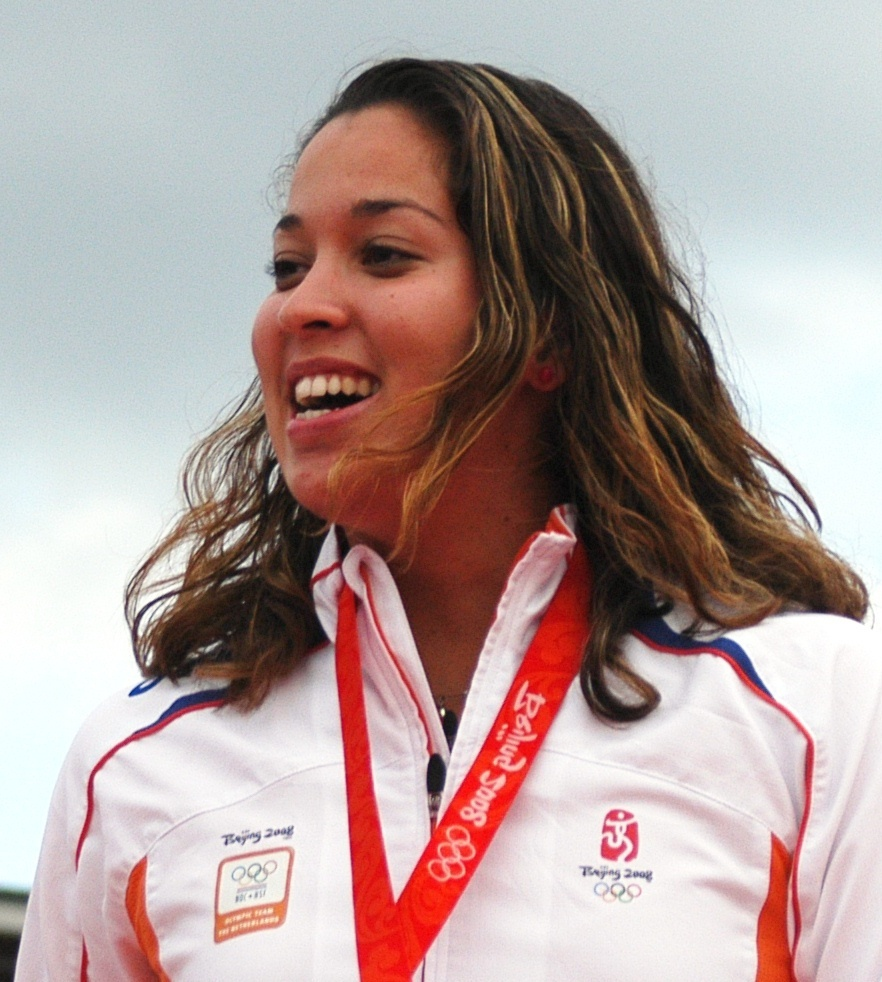
Thuiskomst na Olympische Zomerspelen 2008.

Op 8 juni 2008 werd zij door de sportkoepel NOC*NSF uitgeroepen tot sporttalent van het jaar. Bij de Olympische Spelen van 2008 in Peking won Kromowidjojo met de Nederlandse estafetteploeg goud op de 4×100 meter vrije slag. In de finale bleef de estafetteploeg maar net boven zijn eigen wereldrecord; Inge Dekker, Ranomi Kromowidjojo, Femke Heemskerk en Marleen Veldhuis finishten in 3.33,76 en waren hiermee 0,57 seconden sneller dan de Amerikaanse estafetteploeg en 1,29 seconde sneller dan Australische estafetteploeg. Manon van Rooijen en Hinkelien Schreuder, die in de series zwommen, deelden mee in de gouden vreugde.
Op 12 december 2008 won Kromowidjojo haar eerste individuele medaille op een internationaal seniorenkampioenschap met een derde plaats op de 100 meter vrije slag tijdens de EK kortebaan. In Rome werd zij op 26 juli 2009 wereldkampioene op de 4×100 meter vrije slag.
Haar eerste individuele titels op grote internationale toernooien won zij tijdens de Europese kampioenschappen kortebaanzwemmen 2010 en Wereldkampioenschappen kortebaanzwemmen 2010 op de 50 en 100 meter vrije slag.
Op de Olympische Zomerspelen van 2012 in Londen behaalde zij met de estafetteploeg (samen met Inge Dekker, Marleen Veldhuis en Femke Heemskerk) achter Australië een zilveren plak op de 4×100m vrije slag. Kromowidjojo startte als laatste. Haar splittijd van 51,93 seconden was de snelste ooit op een dergelijke estafette. Zij was zeven tiende seconde sneller dan de nummer twee van het veld.
Ook wist zij een gouden medaille te behalen op de 100 meter vrije slag met een olympisch record van 53,00 seconden. Zij won later ook de 50 meter vrije slag in een olympische recordtijd van 24,05 seconden. Na Kristin Otto, Inge de Bruijn en Britta Steffen is Kromowidjojo de vierde zwemster die op een en dezelfde Olympische Spelen zowel op de 50 als op de 100 meter vrije slag goud behaalde sinds de introductie van de 50 meter vrije slag op de Olympische Spelen van 1988. Een half uur na het in Londen winnen van haar derde olympische medaille maakte Kromowidjojo wereldkundig dat zij overwoog om te stoppen met wedstrijdzwemmen. Al na een dag trok zij die woorden in. Kromowidjojo droeg op 12 augustus 2012 namens de Nederlandse ploeg de Nederlandse vlag tijdens de sluitingsceremonie van de Olympische Spelen in Londen.
Na haar drie medailles op de Olympische Spelen in Londen ontving Kromowidjojo van de sportkoepel NOC*NSF een bonus van 53.354 euro. De Europese zwembond LEN riep haar uit tot Europees zwemster van het jaar 2012.
Zowel in 2011 als in 2012 werd Kromowidjojo verkozen tot Nederlands Sportvrouw van het Jaar.
Op de wereldkampioenschappen zwemmen van 2013 in Barcelona won Kromowidjojo brons op de 4×100 meter vrije slag, op de 100 meter vrije slag en op de 50 meter vlinderslag. Op de 50 meter vrije slag zwom ze naar de wereldtitel in dezelfde tijd als op de Olympische Spelen van 2012 in een tijd van 24,05. Op de Olympische Spelen van 2016 in Rio de Janeiro verloor ze haar olympische titels op de 50 en 100 meter vrije slag; ze werd vijfde op de 100 m in 53,03, wel haar beste tijd in vier jaar, en vervolgens zesde op de 50 m in 24,19. Op de 4×100m vrije slag werd ze vierde.
In 2018 behaalde Kromowidjojo drie gouden medailles bij de Wereldkampioenschappen kortebaanzwemmen in het Chinese Hangzhou. Na succes op de 100 meter vrije slag won ze daarna ook de 50 meter vrije slag en de 50 meter vlinderslag, die laatste in een Nederlands en kampioenschapsrecord (24,47).
Op 27 januari 2022 maakte Kromowidjojo bekend per direct haar zwemcarrière te beëindigen.

### Begeleiding van talenten
In april 2023 begon Kromowidjojo voor de KNZB als ervaringsdeskundige mentor van jonge sporters.

## Onderscheidingen
Zoals andere winnaars en winnaressen van het olympische goud in 2008, is Ranomi Kromowidjojo Ridder in de Orde van de Nederlandse Leeuw. Daarom heeft ze in 2012 voor haar gouden medaille een beeldje in ontvangst mogen nemen. In 2010 werd ze verkozen tot Groninger van het Jaar.

## Privé
Kromowidjojo trouwde op 10 september 2022 met zwemmer Ferry Weertman. In 2025 werd hun dochter geboren. Eerder was ze samen met Pieter van den Hoogenband.

## Resultaten

### Internationale toernooien
| Jaar  | Olympische Spelen                                                                       | WK langebaan                                                                                          | WK kortebaan | EK langebaan | EK kortebaan |
| ----- | --------------------------------------------------------------------------------------- | --- | --- | --- | --- |
| 2005  |                                                                                         | geen deelname                                                                                         | | | 17e 50m vrije slag · 31e 100m vrije slag · 4×50m vrije slag · Kromowidjojo zwom enkel de series                        |
| 2006  |                                                                                         | | geen deelname | 23e 50m vrije slag · 25e 50m vlinderslag · 4×100m vrije slag                                                         | 24e 50m vrije slag · 31e 100m vrije slag · 4×50m vrije slag · Kromowidjojo zwom enkel de series                        |
| 2007  |                                                                                         | 13e 100m vrije slag · 4×100m vrije slag                                                               | | | 17e 50m vrije slag · 17e 100m vrije slag · 18e 50m vlinderslag · 4×50m vrije slag · 10e 4×50m wisselslag               |
| 2008  | 23e 200m vrije slag · 4×100m vrije slag · 11e 4×200m vrije slag · 13e 4×100m wisselslag | | serie 100m vrije slag · 4×200m vrije slag | 17e 50m vrije slag · 17e 100m vrije slag · 9e 200m vrije slag · 4×100m vrije slag · 4e 4×200m vrije slag             | 100m vrije slag · 6e 50m rugslag · 4×50m vrije slag · 4×50m wisselslag                                                 |
| 2009  |                                                                                         | 6e 100m vrije slag · 27e 50m rugslag · 4×100m vrije slag · 5e 4×100m wisselslag                       | | | 50m vrije slag · 100m vrije slag · HF 50m rugslag · 4×50m vrije slag · 4×50m wisselslag                                |
| 2010  |                                                                                         | | 50m vrije slag · 100m vrije slag · 4×100m vrije slag                                                                                                  | geen deelname | 50m vrije slag · 100m vrije slag · 4×50m vrije slag · 4×50m wisselslag                                                 |
| 2011  |                                                                                         | 50m vrije slag · 100m vrije slag · 4×100m vrije slag                                                  | | | geen deelname |
| 2012  | 50m vrije slag · 100m vrije slag · 4×100m vrije slag · 6e 4×100m wisselslag             | | geen deelname | geen deelname | geen deelname |
| 2013  |                                                                                         | 50m vrije slag · 100m vrije slag · 50m vlinderslag · 4×100m vrije slag                                | | | 50m vrije slag · 100m vrije slag                                                                                       |
| 2014  |                                                                                         | | 50m vrije slag · 100m vrije slag · 4×50m vrije slag · 4×100m vrije slag · 4×200m vrije slag                                                           | geen deelname | |
| 2015  |                                                                                         | 50m vrije slag · 4e 100m vrije slag · 4×100m vrije slag · 4×100m vrije slag gemengd                   | | | 50m vrije slag · 4×50m wisselslag · 100m vrije slag · 4×50m vrije slag · 4×50m vrije slag gemengd                      |
| 2016  | 4e 4×100m vrije slag 5e 100m vrije slag 6e 50m vrije slag                               | | 50m vrije slag · 100m vrije slag · 4×50m vrije slag · 4×50m vrije slag gemengd · 4×100m vrije slag                                                    | 4e 50m vlinderslag · 4×100m vrije slag · 100m vrije slag · 4×100m vrije slag gemengd · 50m vrije slag                | |
| 2017  |                                                                                         | 4×100m vrije slag · 5e 100m vrije slag · 50m vlinderslag · 4×100m vrije slag gemengd · 50m vrije slag | | | 50m vlinderslag · 4×50m wisselslag gemengd · 100m vrije slag · 4×50m vrije slag · 50m vrije slag · 4e 4×50m wisselslag |
| 2018  |                                                                                         | | 4×100m vrije slag · 4×50m wisselslag · 4×50m vrije slag gemengd · 100m vrije slag · 4×50m wisselslag gemengd · 50m vlinderslag · 50m vrije slag       | 4×100m vrije slag · 50m vrije slag · 4×100m vrije slag gemengd · 6e 50m vlinderslag ·                                | |
| 2019  |                                                                                         | 6e 50m vrije slag · 50m vlinderslag · DSQ 4×100 m wisselslag gemengd · 6e 4×100 m vrije slag gemengd  | | | |
| 2020* | 4e 4×100m vrije slag 4e 50m vrije slag                                                  | | 4e 4×100m vrije slag · 4×50m wisselslag · 4×50m vrije slag gemengd · 4×50m wisselslag gemengd · 50m vlinderslag · 4×50m vrije slag · 50m vrije slag · | 4×100m vrije slag · 50m vrije slag · 4× 100m vrije slag gemengd · 0(zwom alleen de kwalificatie) · 50m vlinderslag · | |

 *) De internationale toernooien die in 2020 zouden plaatsvinden werden vanwege de coronapandemie uitgesteld tot 2021.

### Nederlandse kampioenschappen zwemmen
| Jaar | NK langebaan                                                                                | NK kortebaan                       |
| ---- | ------------------------------------------------------------------------------------------- | ---------------------------------- |
| 2006 | serie 100m rugslag serie 100m vlinderslag                                                   | geen deelname                      |
| 2007 | 50m vrije slag · 100m vrije slag · 7e 200m vrije slag · 5e 50m rugslag · 4e 50m vlinderslag | 400m vrije slag · 50m rugslag      |
| 2008 | 50m vrije slag · 100m vrije slag · 50m rugslag                                              | 400m vrije slag · 100m vlinderslag |
| 2009 | 100m vlinderslag                                                                            | geen deelname                      |
| 2010 | 50m vrije slag · 50m rugslag · 50m vlinderslag                                              | geen deelname                      |
| 2011 | 50m vrije slag · 50m rugslag                                                                | 50m vrije slag · 100m vrije slag   |

## Persoonlijke records
Bijgewerkt tot en met 4 december 2020

### Kortebaan
| Afstand          | Tijd                 | Datum             | Plaats     |
| ---------------- | -------------------- | ----------------- | ---------- |
| 50m vrije slag   | 22,93 (Voormalig WR) | 7 augustus 2017   | Berlijn    |
| 100m vrije slag  | 50,95 (NR)           | 15 december 2017  | Kopenhagen |
| 200m vrije slag  | 1.55,77              | 18 december 2011  | Atlanta    |
| 400m vrije slag  | 4.06,25              | 19 december 2008  | Amsterdam  |
| 50m vlinderslag  | 24,44 (NR)           | 19 december 2021  | Abu Dhabi  |
| 100m vlinderslag | 56,63                | 7 augustus 2017   | Berlijn    |
| 50m rugslag      | 26,10                | 28 september 2018 | Eindhoven  |
| 100m rugslag     | 59,57                | 5 oktober 2018    | Boedapest  |

### Langebaan
| Afstand          | Tijd       | Datum           | Plaats    |
| ---------------- | ---------- | --------------- | --------- |
| 50m vrije slag   | 23,85 (NR) | 30 juli 2017    | Boedapest |
| 100m vrije slag  | 52,75      | 13 april 2012   | Eindhoven |
| 200m vrije slag  | 1.59,77    | 22 maart 2008   | Eindhoven |
| 50m vlinderslag  | 25,24      | 13 maart 2021   | Amsterdam |
| 100m vlinderslag | 58,38      | 4 december 2020 | Rotterdam |
| 50m rugslag      | 28,20      | 10 april 2021   | Eindhoven |

### Bestseller 60
| Boeken met noteringen in de Nederlandse Bestseller 60 | Jaar van verschijnen | Datum van binnenkomst | Hoogste positie | Aantal weken | Opmerkingen |
| ----------------------------------------------------- | -------------------- | --------------------- | --------------- | ------------ | ----------- |
| Ranomi                                                | 2024                 | 19-06-2024            | 30              | 1            |             |

## Trivia
- Kromowidjojo is ambassadrice van kinderfonds Unicef.
- In 2023 deed Kromowidjojo mee aan het 23e seizoen van het televisieprogramma Wie is de Mol? Ze werd de verliezend finalist.

1988: Kristin Otto ·
1992: Yang Wenyi ·
1996: Amy Van Dyken ·
2000: Inge de Bruijn ·
2004: Inge de Bruijn ·
2008: Britta Steffen ·
2012: Ranomi Kromowidjojo ·
2016: Pernille Blume ·
2020: Emma McKeon ·
2024: Sarah Sjöström
1912: Fanny Durack ·
1920: Ethelda Bleibtrey ·
1924: Ethel Lackie ·
1928: Albina Osipowich ·
1932: Helene Madison ·
1936: Rie Mastenbroek ·
1948: Greta Andersen ·
1952: Katalin Szőke ·
1956: Dawn Fraser ·
1960: Dawn Fraser ·
1964: Dawn Fraser ·
1968: Jan Henne ·
1972: Sandra Neilson ·
1976: Kornelia Ender ·
1980: Barbara Krause ·
1984: Nancy Hogshead/Carrie Steinseifer ·
1988: Kristin Otto ·
1992: Zhuang Yong ·
1996: Le Jingyi ·
2000: Inge de Bruijn ·
2004: Jodie Henry ·
2008: Britta Steffen ·
2012: Ranomi Kromowidjojo ·
2016: Simone Manuel/Penelope Oleksiak ·
2020: Emma McKeon ·
2024: Sarah Sjöström
1912: Moore, Fletcher, Speirs, Steer ·
1920: Woodbridge, Schroth, Guest, Bleibtrey ·
1924: Donnelly, Ederle, Lackie, Wehselau ·
1928: Lambert, Osipowich, Saville, Norelius ·
1932: Johns, Saville, McKim, Madison ·
1936: Selbach, Wagner, den Ouden, Mastenbroek ·
1948: Corridon, Kalama, Helser, Curtis ·
1952: I. Novák, Temes, É. Novák, Szőke ·
1956: Fraser, Leech, Morgan, Crapp ·
1960: Spillane, Stobs, Wood, von Saltza ·
1964: Stouder, de Varona, Watson, Ellis ·
1968: Barkman, Gustavson, Pedersen, Henne ·
1972: Babashoff, Barkman, Kemp, Neilson ·
1976: Peyton, Sterkel, Babashoff, Boglioli ·
1980: Krause, Metschuck, Diers, Hülsenbeck ·
1984: Johnson, Steinseifer, Torres, Hogshead ·
1988: Otto, Meißner, Hunger, Stellmach ·
1992: Haislett, Martino, Thompson, Torres ·
1996: Martino, Van Dyken, Fox, Thompson ·
2000: Van Dyken, Shealy, Thompson, Torres ·
2004: Mills, Lenton, Thomas, Henry ·
2008: Dekker, Kromowidjojo, Heemskerk, Veldhuis ·
2012: Coutts, C. Campbell, Elmslie, Schlanger ·
2016: McKeon, Elmslie, B. Campbell, C. Campbell ·
2020: B. Campbell, Harris, McKeon, C. Campbell ·
2024: O'Callaghan, Jack, McKeon, Harris
- International Standard Name Identifier: 0000 0004 5459 2080
- Nederlandse Thesaurus van Auteursnamen: 395501229
- Virtual International Authority File: 163144649189809328318
- WorldCat: E39PBJxRFpVXWT6QR7RKmBJYyd